# Huo Tingxiao
Huo Tingxiao (ur. 27 września 1964 w Shaanxi) (chiń. upr. 霍廷霄) – chiński scenograf filmowy. Absolwent Pekińskiej Szkoły Filmowej (1991). Za scenografię do filmu Dom latających sztyletów (2004) Zhanga Yimou był nominowany do Nagrody BAFTA.

## Filmografia
- A Woman from North Shaanxi (1991)
- Life on a String (1991)
- Red Firecracker, Green Firecracker (1993)
- Żegnaj, moja konkubino (1993)
- Wing Chun (1994)
- Jie Fang Da Shi Bi (1997)
- Steal Happiness (1998)
- Cesarz i zabójca (1998)
- Song of Tibet (2000)
- Hero (2002)
- Dom latających sztyletów (2004)
- Cesarzowa (2006)
- Mai tian (2009)
- Su Qi’er (2010)

## Nagrody
- Nagroda na MFF w Cannes Cesarz i zabójca